# 7277 Klass
7277 Klass (1983 RM2) là một tiểu hành tinh vành đai chính được phát hiện ngày 4 tháng 9 năm 1983 bởi E. Bowell ở trạm Anderson Mesa thuộc đài thiên văn Lowell.